# Charles Woodruff Yost
Charles Woodruff Yost, född 6 november 1907 i Watertown, New York, död 21 maj 1981 i Washington, D.C., var en amerikansk diplomat. Han var USA:s FN-ambassadör 1969-1971.
Yost utexaminerades 1928 från Princeton University. Han gifte sig 1934 med Irena Oldakowska. Han gjorde en lång karriär inom USA:s utrikesdepartement. Han var USA:s ambassadör i Syrien 1957-1958 och i Marocko 1958-1961.
Yost efterträdde 1969 James Russell Wiggins som FN-ambassadör. Han efterträddes två år senare av George H.W. Bush.